# ITunes Festival: London 2013 (minialbum Janelle Monáe)
iTunes Festival: London 2013 – koncertowy minialbum amerykańskiej wokalistki Janelle Monáe, wydany 9 września 2013 roku przez Bad Boy Records ekskluzywnie na iTunes. Koncert miał miejsce w the Roundhouse, Camden Town w Londynie 14 września 2013 roku.

## Lista utworów
1. "Q.U.E.E.N." – 4:07
2. "Sincerely, Jane." – 5:08
3. "Dance Apocalyptic" – 3:29
4. "Cold War" – 3:23
5. "Tightrope" – 5:45